# Egbert Snijder monument
Het Egbert Snijder monument is een oorlogsmonument in de Nederlandse stad Edam. Dit monument gedenkt het Nederlands Verzet, meer specifiek de Knokploeg Waterland.
Het monument werd op 12 februari 1949 onthuld, precies vier jaar na de fusillade in Haarlem van Egbert Snijder en Klaas de Boer. Het monument bevond zich in eerste instantie aan de overzijde van het plein. Vanwege de aanleg van het busstation is het monument naar de huidige locatie verplaatst.
Initiatief tot oprichting van het monument werd genomen door een aantal voormalige leden van het verzet in Waterland. Zij vroegen op 31 maart 1947 toestemming aan toenmalig minister van Onderwijs, Kunsten en Wetenschappen Jos Gielen om een herdenkingsmonument te mogen plaatsen. Na positief advies van de Provinciale en Centrale Commissie voor  oorlogs- of vredesgedenktekens, gaf de minister op 4 december 1947 zijn goedkeuring.

## Symboliek
Het monument is ontworpen door Jan Cornelis Bander uit Amsterdam. Het beeld bestaat uit twee onderdelen: de basis in de vorm van een vierkante natuurstenen pilaar en een bronzen beeld. Jaap Kaas heeft de zuil gehouwen en het bronzen beeld is gegoten door Albert N. Binder.

### Pilaar
Aan de voorzijde staan de namen van de verzetsstrijders die herdacht worden.
EGBERT SNIJDER MONUMENT

1940 - IN MEMORIAM - 1945

GEVALLENEN L.K.P WATERLAND

E. SNIJDER COMMANDANT EDAM

L. BEUMER DE RIJP

K. DE BOER PURMEREND

C. TEN HOOPE BEEMSTER

N.J. JONK BEEMSTER

W.C. KONIJN ILPENDAM

K. ROZENDAAL BERKEL

J. RUYTER JZN BEEMSTER

J. RUYTER SR BEEMSTER

W.H.J. V.D. SPEK BERKEL

W. WOESTENBURG DE RIJP

W. STOLP SCHARDAM
Aan de achterzijde is een gedicht van P. Spaander aangebracht:
BEDENKT GIJ, DIE HIER STAAT EN LEEST,

DE ONVERWOESTB'RE VRIJHEIDSGEEST,

DIE IN EEN TIJD VOL NOOD EN LEED,

DE VRIJHEIDSFAKKEL BRANDEN DEED.
Op de vier zijden van de zuil staan de wapens van de gemeenten die aan het verzet meededen. Aan de voorzijde het wapen van Waterland, aan de linkerzijde het wapen van Monnickendam en het wapen van Purmer. Aan de rechterzijde het wapen van Oostzaan en het wapen van De Rijp. Aan de achterzijde, boven het gedicht, het wapen van Edam, het wapen van Beemster, het wapen van Marken en het wapen van Volendam.

### Beeld
Boven op de pilaar staat een bronzen beeld van een leeuw en een adelaar, laatstgenoemde wordt door de leeuw doodgebeten. De leeuw stelt Nederland voor en de adelaar stelt nazi-Duitsland voor, deze houdt ook een swastika vast.